# 판처파우스트

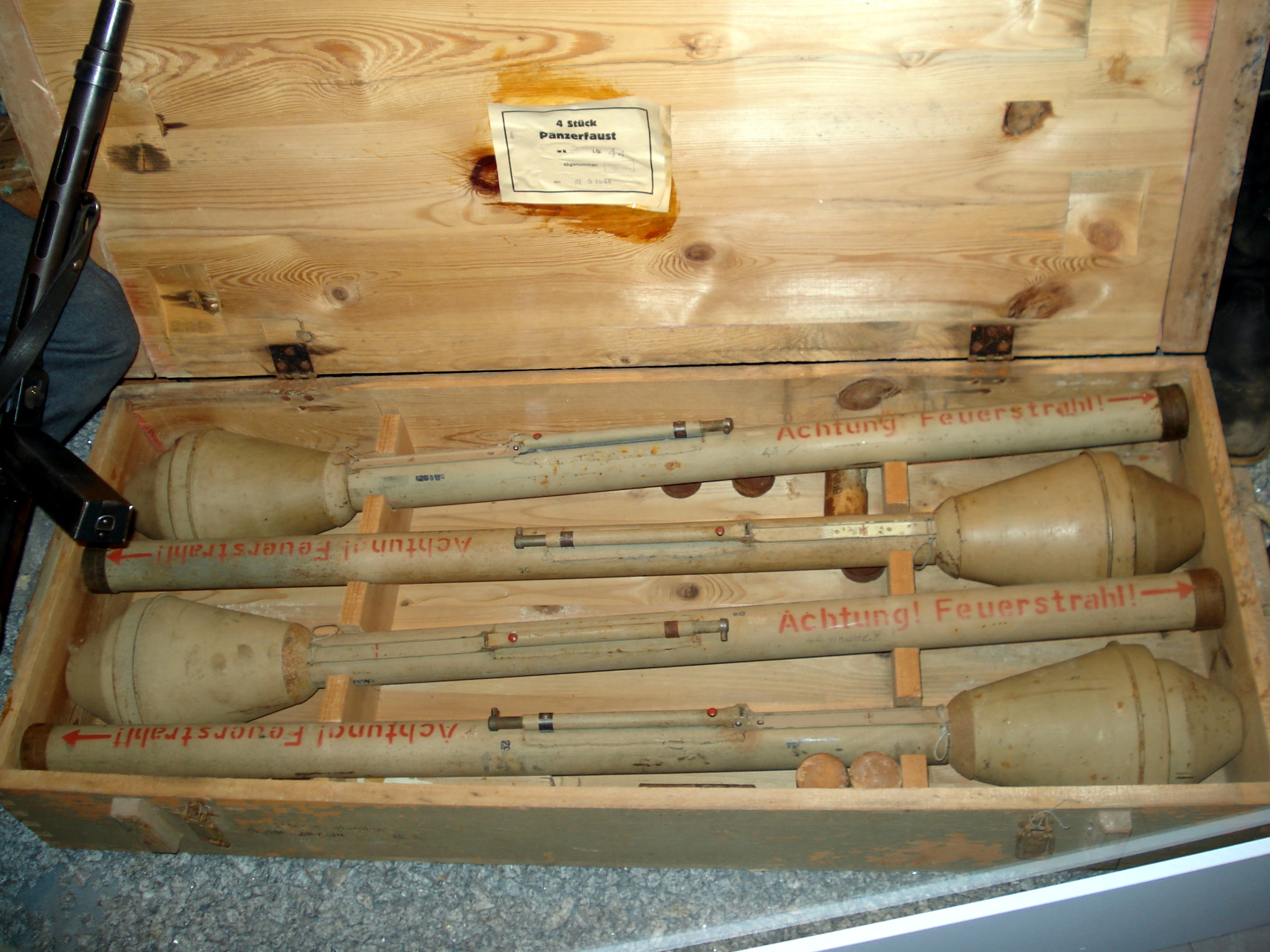
1944년에 핀란드 국방군에 제공된 판처파우스트 30, 전용 나무상자 안에 4개씩 나누어 보관되어 있다.

판처파우스트(독일어: Panzerfaust)는 독일군의 대전차화기이다. 판처파우스트는 팬저 파우스트로 불리기도 하는데 이 무기로 독일의 패망을 3년가량 늦췄다는 이야기가 나올 정도로 연합군에겐 매우 위협적인 무기였다.
독일은 초기에 전차를 파괴하려는 시도로 탄두에 화약을 넣은 대전차포를 제작해 발사하려는 시도를 했었다. 그 무기의 이름이 파우스트파트로네(Faustpatrone)였다. 하지만 파우스트파트로네는 탄두의 화약량이 너무 작아서 탱크를 파괴하는데 부적합하여, 독일은 새로이 판처파우스트(Panzerfaust) 30을 개발하게 되었다. 판처파우스트 30은 파우스트파트로네의 화약량을 두배로 늘리고 탄두를 크게 하는 등 다양한 시도를 통해 파괴력을 늘려 탱크 파괴력을 한층 강화시켰다. 하지만 판처파우스트 30은 고작 30m 밖에 안되는 유효사거리를 가지고 있었기에 독일 사령부는 이에 대한 개선을 요구하고, 개선을 요구받은 무기 제조회사(HSAGS)는 판처파우스트 30의 단점을 개선했다. 이에 단점이 개선된 판처파우스트 60이 탄생했으며, 그 유효사거리는 60m, 최대 사거리는 80m가 되었다. 또 성형작약탄을 사용해  이런 탄에 대한 대책이 없던 전차들에게 공포를 안겨 주었다. 판저파우스트는 더욱 강한 위력을 발휘하였다.판처파우스트는 1회용 무반동 대전차포로 개발되었다. 후폭풍이 심해 건물 안에서 사용이 불가능하다시피 했으나, 1회용이라 한 번 사용한 후 발사관을 버리고 새것을 꺼내 사용할 수 있다는 점에서 재장전에 걸리는 시간이 빠르고 안정성이 높은 화기로 인식되었다. 또한 구조 자체가 쇠파이프에 구멍 뚫고 로켓탄을 단거라 생산성도 좋아 재장전이 가능한 다른 대전차 무기가 나와도 여전히 잘 쓰였다. 판처파우스트는 다른 나라의 대전차포 개발에 많은 영향을 끼쳤다. 독일 국방군이 종전 직전 개발에 성공한 판저파우스트 120을 전후에 소련이 노획하고 카피해서 RPG-2가 탄생했고, 이후 판처파우스트 3(독일), RPG-7(소련)의 탄생에 많은 기여를 했다.

## 대중문화
- 배틀그라운드 (비디오 게임)에서 1회

로켓포로서 등장한다. 실제와 같이 일회용이나, 이것이 문제가 될 확률이 높다. 왜냐하면 비교적 희귀한 무기중 하나이기 때문이다. 점착폭탄으로 부술 수 있는 벽과 사물 등을 판처파우스트로 파괴할 수 있고, 발사시 나오는 화약 가스와 반동을 뒤로 보내는 무반동 대전차무기 특성상 판처파우스트 뒤에 있으면 후폭풍 피해를 입는다. 후방에 벽이 너무 가깝거나 뒷부분이 바닥을 향할 경우 후폭풍 피해를 자신이 받을 수 있다. 즉 배틀그라운드에서는 신중하게 조심히 다뤄야 하는 무기이다.
- 게임 배틀그라운드 모바일에서

4월 7일 카라킨 업데이트로 등장했다.

## 같이 보기
- 판처파우스트 3
- RPG-7
- 로켓포
- 판처슈렉